# Mashin Sentai Kiramager
Mashin Sentai Kiramager (魔進戦隊キラメイジャー Mashin Sentai Kirameijā?) (traducido como Escuadrón de Operadores Mashin Kiramager) es el título de la 44.ª temporada de la franquicia Super Sentai Series, producida por Toei Company y emitida en TV Asahi desde el 8 de marzo de 2020 al 28 de febrero de 2021. Contando de 45 capítulos, y es la segunda serie de corta duración, después de J.A.K.Q. Denkekitai. Destaca por ser la primera temporada de la era Reiwa.

## Argumento
Una princesa llamada Mabushina del planeta Crystalia (クリスタリア Kurisutaria?), la Tierra de las Joyas, llega a la Tierra con las Piedras Kirama para encontrar individuos con fuertes "espíritus brillantes", también conocidos como Kiramental (キラメンタル Kiramentaru?), Una fuente de gran encanto y talento. Ella los busca para convertirlos en los Kiramager, guerreros destinados a defender la Tierra de la amenaza de Yodonheim, un ejército imperial de la oscuridad que conquistó su mundo natal y tratar de asesinarla para asegurar la extinción de su especie. Cinco son elegidos por la Piedras Kirama, quienes unen fuerzas con los vehículos inteligentes conocidos como Mashins. Usando estos poderes, luchan contra el malvado ejército Yodonheim empeñado en conquistar la tierra y destruir toda la belleza del universo.

## Personajes

### Kiramagers
Los Kiramagers luchan usando las Piedras Kirama (キラメイストーン Kiramei Sutōn?), cada una con una voluntad propia que eligen a los Kiramagers como usuarios dignos y son capaces de transformarse en vehículos gigantes llamados Mashin (魔進 マシン?) para luchar contra Yodonheim. El lema del equipo es "Llegando en una chispa! Resolviendo en un instante!".
- Jūru Atsuta (熱田 充瑠 Atsuta Jūru?)/Kiramai Red (キラメイレッド Kiramei Reddo?): Un estudiante de preparatoria que le gusta dibujar. Ingenuo y algo distraído, Jūru es infame por su tendencia a dibujar sin importar la crisis. Su pasatiempo también lo distrae fácilmente, lo que a menudo lo mete en problemas en la escuela, aunque puede dibujar imágenes extremadamente realistas cuando siente la necesidad, al mismo tiempo que es impresionantemente rápido y adaptable. A pesar de esto, él sabe cuándo asumir la responsabilidad y cuándo hacerse cargo, incluso cuando no estaba seguro de su nuevo puesto como líder del grupo. Su Mashin es Fire.[3]
- Tametomo Imizu (射水 為朝 Imizu Tametomo?)/Kiramai Yellow (キラメイイエロー Kiramei Ierō?): Un jugador estrella de eSports que sobresale en el combate de largo alcance, Tametomo se caracteriza por su actitud severa, engreída y a veces arrogante, pero aún relajada en los momentos que debe, maneja la lucha sin esfuerzo si hay armas a distancia en juego. Constantemente pone de los nervios de su compañero Mashin, quien, para su disgusto, critica sus habilidades cada vez que tiene la oportunidad. A pesar de esto, él tiene un buen corazón, y algunas veces tomará la delantera. Su Mashin es Shovellow.[4]
- Sena Hayami (速見 瀬奈 Hayami Sena?)/Kiramai Green (キラメイグリーン Kiramei Gurīn?): Una famosa atleta de pista que sobresale en combate de alta velocidad. Un temerario demonio de la velocidad, Sena a menudo se muestra muy excitable debido a su carrera en la pista, lo que también la deja con un gran amor por las altas velocidades. También es agresiva debido a esto, pero tiene una naturaleza burbujeante y empática, y es una persona suave por dentro. Ella es un miembro entusiasta del grupo, y a menudo es testadura en la batalla. Su Mashin es Mach.[5]
- Shiguru Oshikiri (押切 時雨 Oshikiri Shiguru?)/Kiramai Blue (キラメイブルー Kiramei Burū?): Un actor profesional que se destaca en la esgrima. Aunque es una estrella de cine popular, a menudo toma el papel de un guerrero noble y tranquilo, que rápidamente se convirtió en su personaje principal en la vida casual. Él es muy caballeroso y hábil en el manejo de la espada, sirviendo como una figura de hermano mayor para sus compañeros. Comparado con la mayoría de los Kiramagers, parece estar desprovisto de emoción, apenas expresando sus sentimientos cerca de los demás. Su Mashin es Jetter.[6]
- Sayo Ōharu (大治 小夜 Ōharu Sayo?)/Kiramai Pink (キラメイピンク Kiramei Pinku?): Una doctora talentosa lo que la hace también la curadora del equipo y sobresale en aikido. Sayo es conocida por su belleza y sus habilidades precoces en el campo de los procedimientos médicos. Ella es empática, de voz suave y algo femenina, y se dirige a algunos enemigos de manera coqueta en el campo. A pesar de esto, ella tiene una tendencia a estar sin emociones a veces, sin mencionar que es franca y directa. Su Mashin es Helicop.[7]
- Takamichi Crystalia (クリスタリア宝路 Kurisutaria Takamichi?)/Kiramai Silver (キラメイシルバ  Kiramei Shirubā?): Un cazador de tesoros de Crystalia e hijo adoptivo del Rey Oradin. Algún tiempo antes de que Yodonheim invadiera a Crystalia, dejó a su familia para ir a buscar tesoros. Takamichi es rápido, positivo y muy fuerte. También tiene un sexto sentido y realmente no piensa cuando entra en acción. Utiliza palabras en inglés en su discurso, especialmente la palabra "maravilla", en "Maravilla linda" y "Maravilla gracias".[8]

### Aliados
- Hakataminami Muryō (無量博多南 Muryō Hakataminami?): Es el dueño de CARAT, es una famosa empresa de joyería en Japón. Fundada a principios de 2010, que brinda apoyo a los Kiramagers contra la invasión de Yodonheim. También actúa como una figura paterna para los Kiramagers y Mabushiina.
- Rey Oradin (オラディン王 Oradin Ō?): Es el padre de Mabushiina y el rey de Crystalia antes de ser depuesto por Yodonheim cuando su hermano menor, Galza, se alió con su enemigo.
- Reina Mabayuine (マバユイネ王妃 Mabayuine Ōhi?): La difunta esposa de Oradin, Mabayuine era la reina de Crystalia. Fue asesinada por la maldición de Numājo, que fue creada para afectar a la mujer que más amaba Oradin. Esto llevó a Takamichi a regresar a la Tierra al darse cuenta de que Mabushiina también podría ser víctima de la maldición.
- Princesa Mabushiina (マブシーナ姫 Mabushīna-hime?): La princesa de Crystalia y heredera de su trono que huyó a la Tierra con las Piedras Kirama después de que su planeta fuera conquistado por Yodonheim, quien envió asesinos tras ella.

### Arsenal
- Kirama Changer (キラメイチェンジャー Kiramei Chenjā?): Es el dispositivo de transformación de los Kiramager.
- Kirama Shot (キラメイショット Kiramei Shotto?) y Kirama Sword (キラメイソード Kiramei Sōdo?): Son las armas básicas de los Kiramager, una pistola de bolsillo y una espada que pueden combinarse para formar el Kirama Buster (キラメイバスター Kiramei Basutā?)
- Kiraful Go Arrow (キラフルゴーアロー Kirafuru Gō Arō?): Es un arma de flecha utilizada por los Kiramagers principales para convertirse en Go Kiramagers

### Mechas
- Kiramaizin (キラーマジン Kiramaijin?): Es la combinación de los cinco Mashins de los kiramagers, puede alternar entre dos combinaiones, Land Mage (ランドメイジ Rando Meiji?) y Sky Mage (スカイメイジ Sukai Meiji?)
  - Mashin Fire (マシン ファイアー Mashin Faiya?): Es el Mashin de Kirama Red, está basado en un camión de bomberos. Fire es un tipo apasionado, alentador y audaz, y como el más poderoso de los Mashin, es sabio como líder. Como Mashin, posee una fuerza inmensa y su escalera puede extenderse a cualquier longitud que desee,. Forma el cuerpo principal, el brazo derecho y las piernas de Kiramaizin y Land Mage.[9]
  - Mashin Shovellow (マシン ショベルロー Mashin shoberuroo?): es el Mashin de Kirama Yellow, está basado en una excavadora. Tempermental e impaciente, Shovellow a menudo discute con su compañero, llevando las cosas a un punto muerto. Como Mashin, posee una fuerza inmensa y su brazo puede agarrar y arrojar cualquier cosa como munición para que coincida con las habilidades de tiro de su compañero. Forma el brazo izquierdo de Kiramaizin y Land Mage.[10]
  - Mashin Mach (マシン マッハ Mashin Mahha?): Es el Mashin de Kirama Green, está basado en un superdeportivo. Suave y caballeroso, Mach comparte el amor de su compañera por la velocidad y admira sus métodos en el campo. Como Mashin, posee la capacidad de alcanzar velocidades supersónicas y puede subir paredes mientras tiene una inmensa maniobrabilidad. Forma la cabeza de Kiramaizin y Land Mage.[11]
  - Mashin Jetter (マシン ジェター Mashin Jetā?): Es el Mashin de Kirama Blue, está basado en un avión a reacción. Jetter es notablemente más infantil y airoso en comparación con su compañero, a quien ve como una figura de hermano mayor, a la vez que es muy excitable. Como Mashin, es extra rápido y altamente maniobrable, sus alas son tan afiladas como las cuchillas para que coincidan con la habilidad con la espada de su compañero, mientras que también albergan un par de cañones láser. Forma las piernas de Sky Mage y la espada de Kiramaizin.[12]
  - Mashin Helico (マシン ヘリコップ Mashin Herikoppu?): Es el Mashin de Kirama Pink, la gema (y única) femenina del grupo, está basado en un helicóptero. Helicop es amable y cariñosa, a la vez que es burbujeante, excitable y generalmente alegre y risueña. Como Mashin, sus rotores pueden soplar ráfagas de viento para usar piezas de escombros circundantes como proyectiles. Como corresponde a la posición de su compañera como médico, ella contiene un rollo de vendaje gigante en su escotilla trasera para atrapar a los oponentes. Su tren de aterrizaje también tiene varios equipos de cable para transportar por aire a sus compañeros Mashins, o casi cualquier otra cosa. Forma la mitad superior de Sky Mage y el pecho de Kiramaizin.[13]
- Machine Drijan (超重機ドリジャン Chōjūki Dorijan?): Es el Mashin de Kirama Silver, está basado en una taladradora. A diferencia de la mayoría de los Mashin, Drijan carece de un modo de piedra, y en su lugar tiene una piedra Kirama separada insertada como núcleo. También habla en un idioma extraño similar al pitido computarizado, mientras que los otros Mashins hablan un lenguaje humano claro. Drijan posee tres taladros y dos brazos de agarre, además de poder convertirse en un robot llamado GigantDriller (ギガントドリラー Giganto Dorirā?)[14]
- King Express (キングエクスプレス Kiramaijin?): Es la combinación de Mashin Express y Mashin Jouki, es excepcionalmente ágil en comparación con Kiramaizin, capaz de realizar saltos acrobáticos y patadas mientras es capaz de volar distancias cortas. King Express está armado con una sierra en el brazo izquierdo y unas mandíbulas de dinosaurio en el brazo derecho.[15]
  - Mashin Express (マシンエクスプレス Mashin Ekusupuresu?): Es un Mashin auxiliar con forma de Shinkansen, puede disparar rayos de energía azul desde los faros, así como volar. Forma el torso y la cabeza de King Express.[16]
- Mashin Carry (魔進キャリー Mashin Kyarī?): Es un Mashin auxiliar con forma de camión, en combate puede usarse como un escudo.[17]
- Mashin Rolland (魔進ローランド Mashin Rōrando?): Es un Mashin auxiliar con forma de aplanadora, en combate puede usarse como un martillo.[18]
- Mashin Lifton (魔進リフトン Mashin Rifuton?): Es un Mashin auxiliar con forma de máquina elevadora, en combate puede usarse como un tridente.[19]
- Mashin Duston (魔進ダストン Mashin Dasuton?): Es un Mashin auxiliar con forma de camión de basura, en combate puede usarse como una aspiradora.[20]
- Mashin Magellan (魔進マゼラン Mashin Mazeran?): Es un Mashin auxiliar con forma de camión mezclador, en combate puede usarse como una pistola.[21]
- Mashin Zabyun (魔進マゼラン Mashin Mazeran?): Es un Mashin auxiliar con forma de Tren bala, en combate puede moverse a una velocidad increíble, atravesar materia sólida, utilizar un sonar y disparar rayos láser.[22]
- Grateful Phoenix (グレイトフルフェニックス Gureitofuru Fenikkusu?): Es la combinación entre Mashin Hakobu y Mashin Oradin, Grateful Phoenix tiene el poder de volar y puede atacar con dos Hachas Doradas formadas a partir de las puntas de sus alas. Grateful Phoenix también puede disparar láseres desde sus hombros y puede volar al espacio exterior.[23]
  - Mashin Hakobu (魔進ハコブー Mashin Hakobū?): Es un Mashin dorado con temática de Avión de fuselaje ancho. y el ex asistente real del rey Oradin. Ahogado por la culpa por no poder ayudar a Oradin, Hakobu permaneció en un estado constante de depresión hasta que Shiguru finalmente lo convenció. Como Mashin, Hakobu puede volar a altas velocidades y realizar acrobacias aéreas de alta velocidad. Forma el cuerpo principal, las alas y la máscara de Grateful Phoenix.[24]
  - Mashin Oradin (魔進オラディン Mashin Oradin?): es un Mashin con temática de fénix. Poseyendo el espíritu del fallecido Rey Oradin, Mashin Oradin es esencialmente el gobernante de Crystalia renacido en un nuevo cuerpo, lo que le otorga la capacidad de volar a altas velocidades y sumergirse en energía kiramental para embestir ataques. Forma la coraza y la cabeza de Grateful Phoenix.[25]

### Otros
- Mashin Jouki (マシン ジョーキー Mashin Jōkī?): es un Mashin malvado creado por el Imperio Oscuro Yodonheim. Originalmente era el Tren Real del Reino de Crystalia, hasta que fue robado por Galza, quien usó su Kiramental para actualizarlo con un modo de dinosaurio llamado Mecha Smog Jouki (メカ スモッグジョーキー Yami no Kmojū Meka Jōkī?). Forma las extremidades de King Express.[26]

### Imperio Oscuro Yodonheim
El Imperio Oscuro Yodonheim (闇の帝国ヨドンへイム|Yami no Teikoku Yodonheimu) es un imperio bajo el mando de un misterioso líder que conquistó a Crystalia con su fuerza de invasión del ejército Yodon (ヨドン軍 Yodon-gun?) antes de fijar su vista en la Tierra. Su objetivo principal es destruir la belleza de la tierra y del universo
- Emperador Yodon (ヨドン皇帝 Yodon Kōtei?): es el misterioso gobernante del Imperio Oscuro Yodonheim. Desea acabar con la humanidad y convertir la Tierra en un páramo yermo capaz de mantenerlo. Es un villano brutal y ligeramente sádico que intenta dominar la Tierra para convertirla en su hogar y no se detendrá ante nada para lograr sus objetivos.[27]
- General Demoníaco Traicionero Galza (裏切りの鬼将軍ガルザ Uragiri no Oni-Shōgun Garuza?): Es uno de los generales del Imperio Oscuro Yodonheim. También es el tío de la princesa Mabushina y el hermano del rey Oradin. Traicionó a su hermano para convertirse en general del ejército Yodon.[28]
- Mago Oscuro Enmascarado Carantula (闇の仮面遣いクランチュラ Yami no Kamen Tsukai Kuranchura?): Uno de los generales del ejército de Yodon. Se muestra que odia las cosas bellas, ya que las considera molestas.[29]
- Bruja del Mar estancado Numājo (停滞海の魔女ヌマージョ Teitai Umi no Majo Numājo?): Es una general del Imperio Oscuro Yodonheim. Después de que Oradin la derrotara en el pasado, ella lanzó una maldición sobre su esposa, Mabayuine, en represalia.[30]
- Yodonna (ヨドンナ?): Es una de los generales del Imperio Oscuro Yodonheim y asistente personal del Emperador Yodon. es una de las personalidades del emperador Yodon y un aspecto directo de él. Yodonna es leal al emperador y se encarga de que se cumplan sus órdenes. Como lleva a cabo las órdenes directamente del emperador Yodon, se comporta con autoridad cuando trata con sus aliados. No tolera que otros desafíen su autoridad. Ella también tiene un lado retorcido, afirmando amar a los humanos porque producen energía oscura cuando son lastimados y tiende a sacar la lengua a los oponentes como una forma de burla.[31]
- Shadon (シャドン Shadon?): Es un general y verdugo del Imperio Oscuro Yodonheim. es una de las personalidades del emperador Yodon y un aspecto directo de él. Antes de la actual invasión de la Tierra, Shadon ya era un cazador famoso que siempre eliminaba a sus objetivos. Es conocido por convertir sus objetivos en bolas de barro y venderlas a los coleccionistas.[32]
- Bechats (ベチャット Bechatto?): Son los soldados de campo del Imperio oscuro Yodonheim. están armados con un bastón parecido a un rastrillo para el combate. También puede disparar una sustancia similar al barro para el combate a larga distancia.
- Monstones (モンストーン Monsutōn?): Son un tipo de monstruo similar a piedras vivientes pero sin conciencia que pueden fusionarse con formas de vida para causar una tremenda destrucción.

## Episodios
Los episodios en esta temporada se denominan "Episodes" (tal cual, dejando la palabra en inglés). Los títulos de los episodios son referencias a películas japonesas populares.
1. ¡Los Mashin nacen! (魔進誕生！ Mashin Tanjō!?)[33]
2. Certificación de líder (リーダーの証明 Rīdā no Shōmei?)[34]
3. ¡Tonto! No necesito tu ayuda (マンリキ野郎！御意見無用 Manrikiyarō! Goiken Muyō?)[35]
4. La princesa del mundo perdido (亡国のプリンセス Bōkoku no Purinsesu?)[36]
5. ¡Superado por Shovellow! (ショベローまかりとおる！ Shoberō Makaritōru!?)[37]
6. De repente cumple 5 años (ツレが5才になりまちて Tsure ga Gosai ni Nari Machite?)[38]
7. Entrenando para ti (トレーニングを君に Torēningu o Kimi ni?)[39]
8. Rayo expreso (エクスプレス電光石火 Ekusupuresu Denkōsekka?)[40]
9. Este es mi camino juvenil de Karuta (わが青春のかるた道 Waga Seishun no Karuta-dō?)[41]
10. La chica que persigue a Shiguru (時雨おいかける少女 Shiguru Oikakeru Shōjo?)[42]
11. El tiempo es un bucle (時がクルリと Toki ga Kururito?)[43]
12. El chico taladro maravilla (ワンダードリルの快男児 (かいだんじ) Wandā Doriru no Kaidanji?)[44]
13. Gran guerra subterránea (地底大戦争 Chitei Dai Sensō?)[45]
14. As solitario (孤高のエース Kokō no Ēsu?)[46]
15. Escucha, la voz de Takamichi (きけ、宝路の声 Kike, Takamichi no Koe?)[47]
16. Marshmallow Royale (マシュマロワイアル Mashuma Rowaiaru?)[48]
17. La piedra rara de la mansión (洋館の奇石 Yōkan no Kiseki?)[49]
18. Oscuridad (闇落ち Yami-ochi?)[50]
19. Compañero (相棒 Aibō?)[51]
20. Par peligroso (あぶないペア Abunai Pea?)[52]
21. Pesca, a veces un maestro (釣れ、ときどき達人 Tsure, Tokidoki Tatsujin?)[53]
22. ¿Estás preparado? La bruja esta ahí (覚悟はいいかそこの魔女 Kakugo wa ī ka Soko no Majo?)[54]
23. La madre de Mabushīna (マブシーナの母 Mabushīna no Haha?)[55]
24. ¡Empecemos una banda! (バンドしちゃうぞ！ Bando Shi Chau zo!?)[56]
25. Esa linda doncella del santuario (可愛いあの巫女 Kawaii ano Miko?)[57]
26. Conviértelo en un arma de flecha (アローな武器にしてくれ Arōna Buki ni Shite Kure?)[58]
27. Gran corredora emergente (大ピンチランナー Dai Pinchi Ran'nā?)[59]
28. Shiguru llorón (時雨泣き Shiguru Naki?)[60]
29. Atamald ilusorio (まぼろしのアタマルド Maboroshi no Atamarudo?)[61]
30. Orgulloso súper guerrero (誇り高き超戦士 Hokori Takaki Chōsenshi?)[62]
31. Juguetes (おもちゃ Omocha?)[63]
32. Algo pasa con Sayo (小夜に首ったけ Sayo ni Kubittake?)[64]
33. ¡Pánico gigante, gran choque! (巨獣パニック大激突！ Kyojū Panikku Dai Gekitotsu!?)[65]
34. Pasión azul y amarilla (青と黄の熱情 Ao to Ki no Netsujō?)[66]
35. Mabushina errante (マブシーナ放浪記 Mabushīna Hōrō-ki?)[67]
36. RAP (RAP【ラップ】 Rappu)?)[68]
37. Sena 1/5 (せな1/5 Sena Gōbun-no-Ichi)?)[69]
38. Viendo la luna de mi tío (叔父の月を見ている Oji no Tsuki o Mite iru)?)[70]
39. El emperador es un francotirador (皇帝はスナイパー Kōtei wa Sunaipā)?)[71]
40. Persona dolorida (痛む人 Itamu Hito)?)[72]
41. Quiero ser como soy (ありのままでいたい Arinomamade Itai)?)[73]
42. Batalla sin honor (仁義なき戦い Jinginaki Tatakai)?)[74]
43. Héroe sucio (汚れた英雄 Yogoretaeiyū)?)[75]
44. Amigo, duerme tranquilamente (友よ、静かに眠れ Tomoyo, Shizuka ni Nemure)?)[76]
45. Ustedes brillaron (君たちがいて輝いた Kimitachi ga ite Kagayaita)?)[77]

### Películas
- Mashin Sentai Kiramager: Episode ZERO (魔進戦隊キラメイジャー エピソードZERO Mashin Sentai Kirameijā Episōdo ZERO?): Especial que actúa como prólogo de la serie. Estrenado el 8 de febrero de 2020.[78]
- Mashin Sentai Kiramager the Movie: Be-Bop Dream (魔進戦隊キラメイジャー THE MOVIE ビー・バップ・ドリーム Mashin Sentai Kirameijā Za Mūbī Bī Bappu Dorīmu?): Su estreno estaba programado para el 23 de julio del 2020 junto Kamen Rider Zero-One the Movie: Real×Time. Sin embargo, ambos se pospusieron debido a la pandemia de COVID-19.[79] El 30 de agosto de 2020, se anunció que la película fue reprogramada para su estreno en la primavera de 2021.[80] El 6 de diciembre de 2020, se anunció que la película se estrenaría el 20 de febrero de 2021 como parte de Super Sentai Movie Ranger 2021 (ス ー パ ー 戦 隊 MOVIE レ ン ジ ャ ー 2021 Sūpā Sentai Mūbī Renjā Nisen-nijū-ichi?) junto a Kishiryu Sentai Ryusoulger Special: Memory of Soulmates y Kikai Sentai Zenkaiger the Movie: Red Battle! All Sentai Great Assemble!![81][82].

## Episodios especiales
Tras la infección de Rio Komiya con COVID-19, la producción de la serie se detuvo durante unas semanas. Mientras tanto, estos episodios especiales con imágenes antiguas se lanzaron después de una emisión especial de Episode ZERO.
- Episodios 1 y 2 Edición inédita, lanzamiento de almacén, Start Dash Once Again SP (1・2話未公開カット蔵出し いまいちどスタートダッシュSP Ichi Ni-wa Mikōkai Katto Kuradashi Ima Ichido Sutāto Dasshu Supesharu?) es un especial que cubre los dos primeros episodios con escenas eliminadas.
- Kira Talk! (キラトーーク！ Kira Tōku!?) es un programa de variedades especial de dos semanas al estilo Ametalk con los Kiramai Stones hablando de sus batallas y compañeros en los primeros diez episodios.[83]
- Instituto Jamental de Galza y Carantula (ガルザとクランチュラのジャメンタル研究所 Garuza to Kuranchura no Jamentaru Kenkyūjo?) es un especial que cubre a los Jamenshi que hicieron para luchar contra los Kiramagers en los diez primeros episodios.

## V-Cinema

### Kiramager vs. Ryusoulger
Mashin Sentai Kiramager vs. Ryusoulger (魔進戦隊キラメイジャーVSリュウソウジャー Mashin Sentai Kirameijā Tai Ryūsōjā?) es una película V-Cinema programado para el 4 de agosto del 2021. Es una película crossver entre Mashin Sentai Kiramager y su serie predecesora Kishiryū Sentai Ryūsoulger.

## Episodios web

### Teatro de cuentos populares de Mashin
Mashin Folktale Theater (ましんむかしばなし劇場 Mashin Mukashi Banashi Gekijō?) es una serie corta animada exclusiva para la web lanzada en Toei Tokusatsu YouTube Official.
1. Momotarō (ももたろう?)
2. Urashima Tarō (うらしまたろう?)
3. Bóreas y Helios (きたかぜとタイヨウ Kitakaze to Taiyō?)
4. Los tres cerditos (さんびきのこぶた San-biki no Kobuta?)
5. La Cenicienta (シンデレラ Shinderera?)

### Series Yodonna
Yodonna es una serie exclusiva para la web del Fan Club de Toei Tokusatsu que se centra en la villana Yodonna. Nashiko Momotsuki, Mizuki Saiba, Rio Komiya y Rui Kihara regresan para interpretar sus papeles de la serie principal. Los eventos de los especiales tienen lugar después del episodio final de la serie.
- Yodonna (ヨドンナ?): Es la primera entrada titular de la serie exclusiva web lanzada el 8 de agosto de 2021.[87]
- Yodonna 2 (ヨドンナ2 Yodonna Tsū?): Es una secuela de la primera entrada titular de la serie exclusiva web lanzada el 12 de septiembre de 2021.[88]
- Yodonna 3: Yodonna's Valentine (ヨドンナ3 ヨドンナのバレンタイン Yodonna Surī Yodonna no Barentain?): Una secuela de la segunda entrada titular de la serie exclusiva en la web lanzada el 5 de marzo de 2023.[89]

## Producción
Mashin Sentai Kiramager se registró en septiembre y se anunció oficialmente el día de Navidad de 2019. El elenco principal se reveló oficialmente el 16 de enero de 2020.

### Impacto de la pandemia de coronavirus 2020
El 31 de marzo de 2020, en una conferencia de prensa celebrada por TV Asahi reveló que Rio Komiya, el actor de Jūru Atsuta, había resultado positivo para COVID-19. La producción de Mashin Sentai Kiramager se había detenido desde la semana anterior cuando Toei Studios cerró por desinfección. Sin embargo, según Toei, hay episodios ya filmados y disponibles para su transmisión hasta mediados de mayo. Luego de emitir el último episodio grabado, el programa entró en pausa, emitiendo una serie de especiales de recapitulación en lugar de nuevos episodios durante 5 semanas. Los nuevos episodios regulares regresaron el 21 de junio.

## Reparto
- Jūru Atsuta: Rio Komiya
- Tametomo Imizu: Rui Kihara
- Sena Hayami: Yume Shinjo
- Shiguru Oshikiri: Atomu Mizuishi
- Sayo Ōharu: Mio Kudō
- Takamichi Crystalia: Kōhei Shōji
- Hakataminami Muryō: Daimaou Kosaka
- Rey Oradin, Narrador: Tomokazu Sugita
- Reina Mabayuine: Hōko Kuwashima
- Princesa Mabushiina: Inori Minase
- Mashin Fire: Ken'ichi Suzumura
- Mashin Shovellow: Mitsuo Iwata
- Mashin Mach: Kenji Akabane
- Mashin Jetter: Genki Ōkawa
- Mashin Helicop: Yuki Nagaku
- Emperador Yodon: Kazuhiro Yamaji
- Galza: Yūichi Nakamura
- Carantula: Yasuhiro Takato
- Numājo: Naoko Kouda
- Yodonna: Nashiko Momotsuki
- Shadon: Takaya Kuroda

## Temas Musicales

### Tema de apertura
- Mashin Sentai Kiramager (魔進戦隊キラメイジャー Mashin Sentai Kirameijā?)[90]
  - Letra: Shōko Fujibayashi[90]
  - Composición: KoTa[90]
  - Arreglos: KoTa[90]
  - Intérprete: Yōhei Ōnishi[90]

### Tema de cierre
- Kiraful Miracle Kiramage (キラフル ミラクル キラメイジャー Kirafuru Mirakuru Kirameijā?)[90]
  - Letra: Shōko Fujibayashi[90]
  - Composición: Takafumi Iwasaki[90]
  - Arreglos: Hiroaki Kagoshima[90]
  - Intérprete: Takashi Deguchi[90]